# Єшенца
Єшенца (словен. Ješenca) — поселення в общині Раче-Фрам‎, Подравський регіон‎, Словенія.